# Педро де Сан Хосе Бетанкур
Педро де Сан Хосе Бетанкур  або Педро святого Йосифа  (ісп. Pedro de San José Betancur, 21 березня 1626, Вілафлор, Канарські острови — 25 квітня 1667, Антигуа-Гватемала, Гватемала) — святий римо-католицької церкви, терціарій чернечого ордену францисканців, місіонер, перший святий Канарських островів і Гватемали.

## Життєпис
Педро де Сан Хосе Батанкур народився 21 березня 1626 року в місті Вілафлор (Тенерифе) на Канарських островах в старовинній шляхетській родині, нащадках Жана де Бетанкура. Син Амадора де Бетанкура. В юності під впливом розповідей про конкістадорів, які освоюють Новий Світ, вирішив стати місіонером. Переселившись в Гватемалу, в 1655 році Педро де Сан Хосе Бетанкур вступив там в третій орден францисканців. У Гватемалі він займався місіонерською діяльністю серед ув'язнених, жебраків, хворих і мандрівників. Побудував лікарню. Він є автором статуту для заснованої ним чернечої конгрегації віфлеемітів. У Гватемалі за його благодійну діяльність Педро де Сан Хосе називали «людиною, який був любов'ю».

## Прославлення
Педро де Сан Хосе Бетанкур був беатифікований 22 червня 1980 року Римським Папою Іваном Павлом II і канонізований цим же Римським Папою 30 липня 2002 року.
День пам'яті в католицькій церкві — 24 квітня (так як 25 квітня — день пам'яті апостола Марка).
Його шанують в церкві Сан-Франциско Ель-Гранде, в Антигуа-Гватемалі, де знаходиться його могила. У Тенерифе йому поклоняються в печері Санто-Херман-Педро на півдні острова (ця печера використовувалася святим для молитви і укриття зі своєю паствою), а в Вільяфлорі є святилище, побудоване на місці його народження.